# Tina Kara
Ana Cristina Cara (Bauru, 9 de setembro de 1980), mais conhecida como Tina Kara, é uma atriz brasileira. Filha de um juiz de direito e uma advogada, Tina optou pela carreira artística, mas também se formou na faculdade de direito, obtendo o grau em bacharelado.

## Biografia
Tina Kara, atriz que viu sua carreira deslanchar ao participar da “Oficina de Atores do Caldeirão do Huck”, da Rede Globo, em 2005. Entre 2.500 inscritas, ficou entre as dez finalistas e conquistou o quinto lugar, sendo, então, convidada para participar do sitcom “The Nadas”, da MTV, em que atuou ao lado de Marcos Mion e viveu a estudante de sociologia Karina.
Logo após, protagonizou o clipe “Eu Sou Assim”, da banda Mandrake e fez um ensaio para a revista Trip.
Em 2006 integrou ao elenco da novela Cobras & Lagartos, da Rede Globo, interpretando a funkeira Carina. Paralelamente à trama, atuou na peça “A Frente Fria Que A Chuva Traz”, escrita por Mário Bortolotto e dirigida por Caco Ciocler.
No ano seguinte, convidada por Cininha de Paula, gravou o curta-metragem “Laquê”, dando vida à Sandrinha. Ainda em 2007 viajou pelo Brasil com a peça “As Filhas da Mãe”, vivendo Deyse, uma filha revoltada com as loucuras de sua mãe para transformá-la em uma renomada atriz.
2008 foi um ano de desafios. Convidada por Wolf Maya para atuar na novela Duas Caras, teve que fazer aulas de pole dance, especialidade de sua personagem Lavínia. Com o fim do folhetim, rodou seu primeiro longa metragem, “Angel Of Rio”, com direção do argentino Rodrigo Vasquez. No filme, Tina viveu uma agente de polícia chamada Tânia e o filme foi lançado e distribuído pela BBC, de Londres.
Terminado o filme, Tina Kara vai para a Record para viver sua primeira vilã, a vampira Valquíria, de “Os Mutantes”, junto com a novela, atuou como Fatinha no curta “CD Player Máskaras”, com direção de Marcos Pasquim.
Voltou, em 2009, para a Rede Globo, onde participou do seriado “Força-Tarefa” vivendo Roseli, uma guarda de trânsito que foi assassinada por ser extremamente corrupta. Ainda neste ano fez parte do elenco fixo da série “Beat It”, da MTV, dando vida a diversos personagens em cada episódio.
Em 2010 foi convidada pela cineasta Bárbara Souza para interpretar Raquel no filme “Juventude Inventada”. 
Em 2011, Tina fez uma participação especial na novela das nove Insensato Coração, na pele de uma garota de programa que se envolvia com Léo, personagem de Gabriel Braga Nunes, o protagonista e em seguida, integrou ao elenco da novela Araguaia como Vânia, ambas da Rede Globo. Finalizando a novela, Tina foi procurada pela Rede Record para integrar ao elenco do reality show A Fazenda 4, mas recusou o convite.
No ano de 2013, Tina integra ao elenco da novela Flor do Caribe, também da Rede Globo, fazendo uma participação especial como irmã Júlia, uma freira franciscana.
Em 2014, Tina, protagoniza o curta-metragem ''Closure - Todo Fim'', dirigido por Bruno Fai. No filme, interpreta Paula, uma mulher obcecada pelo marido. O filme teve seu lançamento no festival de Cannes de 2014.  
Em janeiro de 2015, Tina estreou  a peça ''Amor, Humor, o Resto é Bobagem'', em São Paulo, interpretando Laura Leslie. Além de atriz, Tina também assina a produção do espetáculo.  
Tina também também foi colunista pelo ''Jornal O Rebate'', escrevendo crônicas semanais. Paralelamente à profissão de atriz, se formou na faculdade de direito, obtendo grau em bacharelado.

## Trabalhos no teatro
- 2015 - Amor, Humor, o Resto é Bobagem, personagem Laura Leslie, direção Ricardo Rizzo
- 2007 - As Filhas da Mãe, personagem Dayse,  direção Flávia Goldstein
- 2006 - A Frente Fria que a Chuva Traz, personagem Bia, direção de Caco Ciocler
- 1998 - Psiquê, personagem Psique, direção Paulo Neves
- 1996 – Laços, direção Paulo Neves
- 1995 – Soltando o Verbo, direção Paulo Neves
- 1995 – Nossa América Latrina, direção Paulo Neves

## Trabalhos na televisão
| Ano  | Título            | Papel                                             | Emissora   |
| ---- | ----------------- | ------------------------------------------------- | ---------- |
| 2013 | Flor do Caribe    | Irmã Júlia                                        | Rede Globo |
| 2011 | Insensato Coração | Participação especial como uma garota de programa | Rede Globo |
| 2011 | Araguaia          | Vânia                                             | Rede Globo |
| 2009 | Beat It           | Personagens variados                              | MTV        |
| 2009 | Força-Tarefa      | Sargento Roseli                                   | Rede Globo |
| 2008 | Os Mutantes       | Vampira Valquíria                                 | RecordTV   |
| 2008 | A Favorita        | Tita                                              | Rede Globo |
| 2007 | Duas Caras        | Lavínia                                           | Rede Globo |
| 2006 | Cobras & Lagartos | Karina                                            | Rede Globo |
| 2005 | The Nadas         | Carina                                            | MTV        |

## Trabalhos no cinema e outras mídias
- 2014 - Closure - Todo Fim, personagem Paula, direção Bruno Fai (curta-metragem)
- 2011 - Juventude Inventada, peronagem Raquel,[5] direção Bárbara Souza (longa-metragem)
- 2008 - CD Player Máskaras, personagem Fatinha, direção Marcos Pasquim e João Júnior (curta-metragem)
- 2008 - Angels of Rio, personagem agente Tânia, direção Rodrigo Vazquez (longa-metragem/Docudrama)
- 2007 - Laquê, personagem Sandrinha, direção de Cininha de Paula (curta-metragem)
- 2006 - A Menina Amarela, personagem Mônica, direção de Frederico Almeida (curta-metragem)
- 2005 – Eu Sou Assim, Videoclip da Banda Mandrake, direção de Maurício Yazbek
- 2005 – Vamos para a Praia, direção Cininha de Paula (curta-metragem)